# Narella dichotoma
Narella dichotoma is een zachte koraalsoort uit de familie Primnoidae. De koraalsoort komt uit het geslacht Narella. Narella dichotoma werd in 1906 voor het eerst wetenschappelijk beschreven door Versluys. 